# Линия Хо Ши Мин
Линията „Хо Ши Мин“ (Ho Chi MInh trail, на виетнамски: Đường Trường Sơn или Truong Son Road), наречена на северновиетнамския президент Хо Ши Мин, е мрежа от пътища в Индокитай.
Построена е от Северен Виетнам през съседните държави Лаос и Камбоджа, за да оказва логистична подкрепа на Северно-виетнамската армия и партизаните от Виет Конг в Южен Виетнам по време на Виетнамската война.
Линията представлява комбинация от пътища и пътеки. Мрежата е разширена от Група 559 – част от НВА, създадена през 1959 г.
Армията на САЩ не успява да блокира линията „Хо Ши Мин“ със сухопътни сили, тъй като голяма част от нея преминава през официално неутралната държава Лаос. Мащабните въздушни бомбардировки не спират северновиетнамците и те придвижват по няколко хиляди тона храна и военни запаси на ден на юг. В документалния филм „Ghosts of War“ (2004) бивш виетнамски генерал разкрива, че официалните данни на американците за размера на припасите е далеч от истината.
На 11 ноември 1968 г. американците започват Операция Commando Hunt. Целта на операцията е да спре движението на войски и запаси по линията „Хо Ши Мин“ през Лаос в Южен Виетнам. След края на операцията 3 милиона тона бомби са хвърлени в Лаос – въпреки това операцията само леко забавя трафика по линията.